# Autovía Valladolid-León

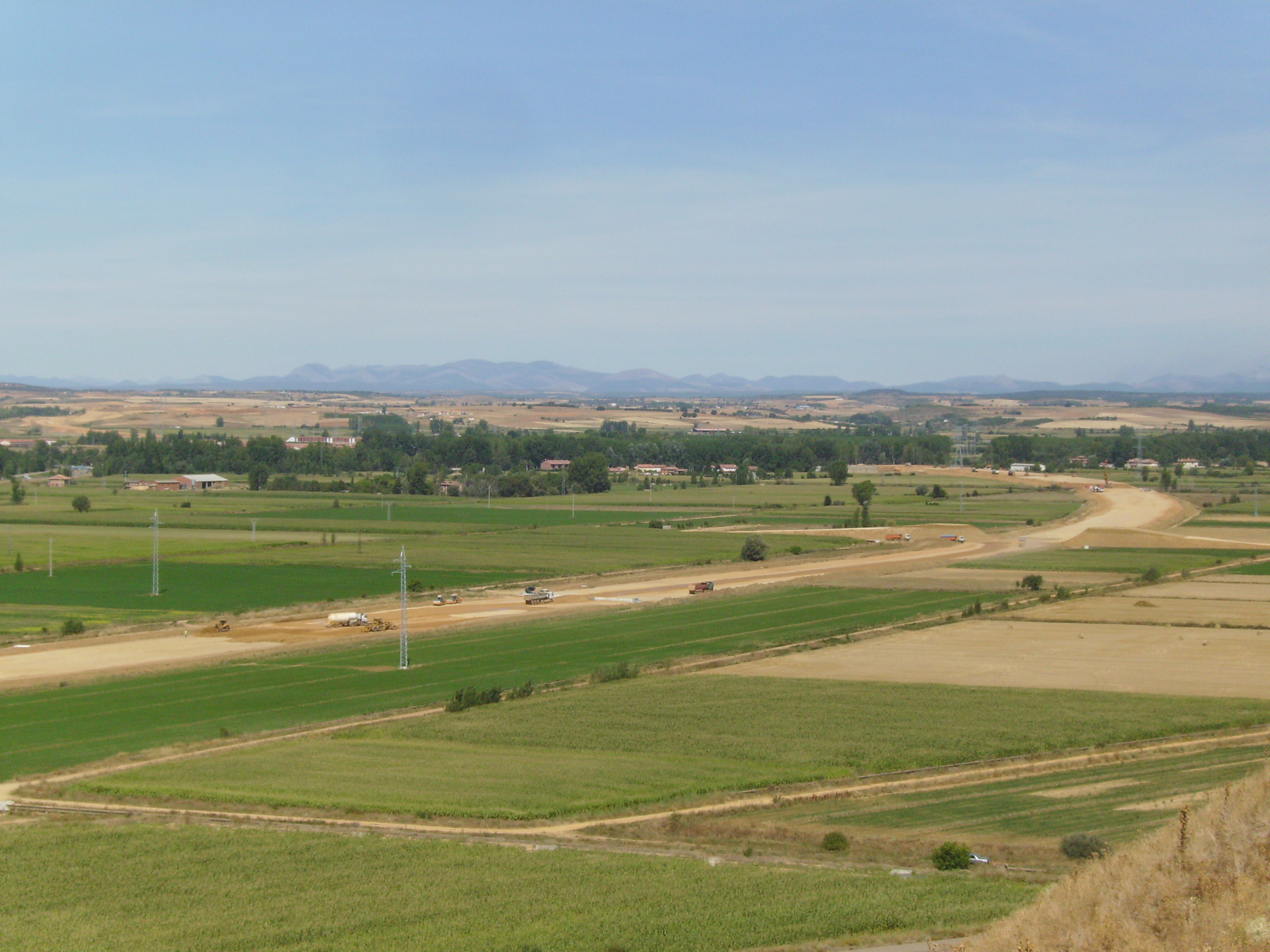
Traza de la autovía en el entorno de las ruinas de Lancia en Villasabariego (León)

La autovía Valladolid-León o A-60 es una autovía española que se encuentra en fase de estudio y construcción y que una vez esté acabada enlazará estas 2 ciudades siguiendo un trazado paralelo al de la N-601.
La sección tipo básica en el tronco de la autovía estará compuesta por dos calzadas de 7,00 metros de anchura, en las que se alojarán dos carriles de circulación de 3,50 m, arcenes exteriores de 2,50 metros e interiores de 1 metro.

## Tramos
| Denominación | Tramo | Kilómetros | Año servicio / Estado (2025)                                                                              |
| ------------ | --- | ---------- | --- |
| A-60         | Valladolid A-62 - Zaratán                                                                                       | 1,5        | 1973 |
| A-60         | Zaratán - Villanubla                                                                                            | 16,7       | 2013 |
|              | Villanubla - La Mudarra                                                                                         | 11         | En redacción de proyecto (aprobada información pública y DIA aprobada) (pendiente de licitación de obras) |
|              | La Mudarra - Medina de Rioseco                                                                                  | 16         | En redacción de proyecto (aprobada información pública y DIA aprobada) (pendiente de licitación de obras) |
|              | Medina de Rioseco - Ceinos de Campos                                                                            | 18         | Nueva DIA aprobada provisionalmente (pendiente licitación de proyecto)                                    |
|              | Ceinos de Campos - Mayorga                                                                                      | 19,1       | Nueva DIA aprobada provisionalmente (pendiente licitación de proyecto)                                    |
|              | Mayorga - Santas Martas                                                                                         | 27,4       | Nueva DIA aprobada provisionalmente (pendiente licitación de proyecto)                                    |
| A-60         | Santas Martas - León LE-30 Subtramo: Santas Martas - Puente Villarente Subtramo: Puente Villarente - León LE-30 | 20,3 7,3   | 2018 2012                                                                                                 |

## Salidas

### Tramo Valladolid - Aeropuerto de Valladolid
| Velocidad | Esquema | Salida | Sentido León (ascendente)                                | Sentido Valladolid (descendente)                           | Carretera que enlaza | Notas |
| --------- | ------- | ------ | -------------------------------------------------------- | ---------------------------------------------------------- | -------------------- | ----- |
|           |         |        |                                                          | Entrada a Valladolid Avenida de Gijón                      |                      |       |
|           |         | 0      | Tordesillas - Palencia - Burgos Madrid Zaratán           | Salamanca - Zamora - Palencia - Burgos Zaratán VA-20 VA-30 | E-80 A-62 N-601      |       |
|           |         | 1      | Zaratán polígono industrial C.T.R.S.U.                   | Zaratán polígono industrial centro comercial               |                      |       |
|           |         | 4      | Villanubla                                               | Villanubla                                                 | N-601                |       |
|           |         | 7      | Villanubla Aeropuerto de Valladolid Centro Penitenciario | Villanubla Aeropuerto de Valladolid Centro Penitenciario   | N-601                |       |
|           |         | 14     | Peñaflor de Hornija Villalba de los Alcores              | Peñaflor de Hornija Villalba de los Alcores                | VP-5502 VP-4502      |       |
|           |         |        | Fin de la autovía A-60 Continúa por: N-601 León          | Inicio de la autovía A-60                                  |                      |       |

### Tramo Santas Martas - León
| Velocidad | Esquema | Salida | Sentido León (ascendente)                                               | Sentido Valladolid (descendente)                      | Carretera que enlaza          | Notas |
| --------- | ------- | ------ | ----------------------------------------------------------------------- | ----------------------------------------------------- | ----------------------------- | ----- |
|           |         |        | Inicio de la autovía A-60                                               | Fin de la autovía A-60 Continúa por: N-601 Valladolid |                               |       |
|           |         | 104    | Santas Martas - León                                                    |                                                       | N-601                         |       |
|           |         | 107    | Burgos Oviedo                                                           | Burgos Oviedo                                         | A-231 AP-66                   |       |
|           |         | 115    | Cistierna - Mansilla de las Mulas                                       | Cistierna - Mansilla de las Mulas                     | N-625                         |       |
|           |         | 119    | Antigua Ciudad de Lancia Villamoros de Mansilla                         | Antigua Ciudad de Lancia Villamoros de Mansilla       | N-601                         |       |
|           |         | 123    | Villacete Boñar - Puente Villarente                                     | Villacete Boñar - Puente Villarente                   | CL-624                        |       |
|           |         | 126    | Arcahueja - Sanfelismo                                                  | Arcahueja - Sanfelismo                                | N-601                         |       |
|           |         | 131    | León (sur) - Aeropuerto de León - Astorga - Oviedo León (este) - Oviedo |                                                       | LE-30 AP-71 AP-66 LE-20 N-630 |       |
|           |         |        | Fin de la autovía A-60 Continúa por: LE-30 León                         | Inicio de la autovía A-60                             |                               |       |